# Бычок Штейнегера
Бычок Штейнегера (лат. Stelgistrum stejnegeri) — вид морских лучепёрых рыб семейства рогатковых отряда скорпенообразных. Назван в честь Леонарда Штейнегера (1851—1943), норвежского зоолога, который внёс большой вклад в изучение фауны Тихого океана. Распространён в северо-западной части Тихого океана: от Хоккайдо до северной части Японского моря и Охотского моря. Длина тела составляет до 9 см. Это придонная холодноводная хищная рыба, живущая на глубине 18—320 м на континентальном шельфе и континентальном склоне. Охранный статус вида не оценивался, безвреден для человека. Промыслового значения не имеет